# Liste von Offizieren im Großen Nordischen Krieg
Die Liste von Offizieren im Großen Nordischen Krieg verzeichnet Offiziere, die während des Großen Nordischen Kriegs in Nordosteuropa einen Verband führten.

## Überblick
Offiziere waren in der Frühen Neuzeit um das Jahr 1700 der angesehenste Stand der Ständegesellschaft. Offiziere wirkten in nahezu allen Gesellschaftsfeldern, auch außerhalb der Armee oder der Marine. Offiziere besaßen neben ihren militärischen Befugnissen häufig Doppelfunktionen auf Regierungsebene, im diplomatischen Dienst oder als adliger Gutswirtschafter. Um 1700 finden sich etwa paritätisch bürgerliche und adlige Offiziere. Für den Adel bildete der Militärdienst im aufkommenden Absolutismus der Ersatz für die weggefallenen staatlichen Funktionen, die zunehmend von bürgerlichen Würdenträgern in den neugegründeten Behörden übernommen wurden.
Bürger blieben im frühneuzeitlichen Heerwesen zahlenmäßig stark vertreten, wurden aber im Vergleich zu adligen Offizieren bei Beförderungen benachteiligt und stiegen weniger regelmäßig in die höchsten Militärposten auf.
Weiteres Merkmal des Offizierstands in den frühneuzeitlichen Armeen war dessen ethnische Heterogenität. Fast alle Armeen bestanden weiterhin zu einem bestimmten Anteil aus geworbenen Truppen, worunter sich auch Offiziere aus dem Ausland befanden. Insbesondere Adlige gingen während ihrer Ausbildungsjahre mehrere Dienstverhältnisse in fremden Heeren ein. Der größte Anteil an Ausländern im Offizierskorps findet sich in den russischen Streitkräften, die von Peter I. nach westlichem Vorbild modernisiert wurden und eine entsprechend große Anzahl an westlichen Reformträgern in die Armee einführten. Viele dieser Ausländer stiegen in die höchsten Positionen auf und übernahmen wichtige Leitungsfunktionen im russischen Staat auch über den Tod Peters hinaus.

## Offiziere in den dänischen Streitkräften
| Bild                       | Name                          | Lebensdaten                          | Nationalität | Armee             | Dienstränge                                                                       | Einsätze                                                                                          |
| -------------------------- | ----------------------------- | ------------------------------------ | ------------ | ----------------- | --------------------------------------------------------------------------------- | ------------------------------------------------------------------------------------------------- |
|                            | Jørgen Otto Brockenhuus       |                                      | Norweger     | Norwegische Armee |                                                                                   |                                                                                                   |
|                            | Christian Thomsen Carl        | 1676 – 29. März 1713                 | Däne         | Dänische Marine   |                                                                                   |                                                                                                   |
|                            | Franz Joachim von Dewitz      |                                      | Deutscher    | Dänische Armee    | 1701: Oberst, 1709: Generalmajor                                                  | Schlacht bei Helsingborg, Schlacht bei Gadebusch, Pommernfeldzug 1715/1716                        |
|                            | Simon Henrik von Donop        | ? – 24. Oktober 1727                 | Däne         | Dänische Armee    | 1709: Oberst, 1716: Generalmajor                                                  | Schlacht bei Helsingborg, Schlacht bei Gadebusch, Pommernfeldzug 1715/1716                        |
| Ulrik Christian Gyldenløve | Ulrik Christian Gyldenløve    |                                      | Däne         | Dänische Marine   | 1701: Generaladmiral                                                              | Seeschlacht in der Køgebucht (1710), Seeschlacht vor Rügen (1712), Seeschlacht bei Jasmund (1715) |
|                            | Peder Grib                    | 18. Mai 1681 bis 17. März 1757       | Däne         | Dänische Marine   |                                                                                   | Seegefecht im Dynekilen-Fjord, Angriff auf Strömstad                                              |
| Iver Hvitfeldt             | Iver Hvitfeldt                | 5. Dezember 1665 bis 4. Oktober 1710 | Norweger     | Dänische Armee    | Fregattenkapitän                                                                  | Seeschlacht in der Køgebucht (1710)                                                               |
|                            | Jørgen Christopher von Klenow | ?–1723                               | Deutscher    | Dänische Armee    | Oberstleutnant                                                                    | Norwegenfeldzug (1716)                                                                            |
|                            | Barthold Heinrich von Lützow  | 22. März 1654 bis 8. Februar 1729    | Deutscher    | Norwegische Armee | 1710 Generalmajor, 1716 Generalleutnant, 1718 kommandierender General in Norwegen | Norwegenfeldzug (1716)                                                                            |
|                            | Peter Nicolay Motzfeldt       | 1660–1735                            | Däne         | Norwegische Armee | Oberst                                                                            | Belagerung von Trondheim                                                                          |
|                            | Jørgen Rantzau                | 1652–1713                            | Däne         | Dänische Armee    | 1709: Generalleutnant                                                             | Schlacht bei Helsingborg, Gefecht bei Lübow                                                       |
|                            | Jens Rostgaard                | 1652–1713                            | Däne         | Dänische Armee    | 1705: Generalmajor                                                                | Landung bei Humlebæk                                                                              |
|                            | Carl Rudolf                   |                                      | Deutscher    | Dänische Armee    | Feldherr                                                                          | Belagerung von Stralsund (1715)                                                                   |
|                            | Jens Maltesen Sehested        |                                      | Däne         | Dänische Armee    | General                                                                           |                                                                                                   |
|                            | Anders Nilsen Wiborg          |                                      | Däne         | Dänische Armee    | Major                                                                             |                                                                                                   |

## Offiziere in der Polnischen Kronarmee und Litauischen Armee
| Bild                              | Name                              | Lebensdaten            | Nationalität | Armee               | Dienstränge                  | Einsätze                |
| --------------------------------- | --------------------------------- | ---------------------- | ------------ | ------------------- | ---------------------------- | ----------------------- |
| Stanisław_Chomętowski.JPG         | Stanisław Chomętowski             | 1662–1728              | Pole         | Polnische Kronarmee |                              |                         |
| Stanisław Mateusz Rzewuski        | Stanisław Mateusz Rzewuski        | 1662–1728              | Pole         | Polnische Kronarmee | 1706: Hetman                 |                         |
| Ludwik Konstanty Pociej           | Ludwik Konstanty Pociej           | 1664–1730              | Litauer      | Litauische Armee    | Großhetman von Litauen       |                         |
| Jan Kazimierz Sapieha der Ältere  | Jan Kazimierz Sapieha der Ältere  | 1675–1730              | Litauer      | Litauische Armee    | 1708: Großhetman von Litauen |                         |
| Jan Kazimierz Sapieha der Jüngere | Jan Kazimierz Sapieha der Jüngere | * 1637 oder 1642; 1720 | Litauer      | Litauische Armee    | Großhetman von Litauen       | Schlacht bei Jakobstadt |
| Michał Serwacy Wiśniowiecki       | Michał Serwacy Wiśniowiecki       | * 1680 – † 1744        | Litauer      | Litauische Armee    | Großhetman von Litauen       | Schlacht bei Jakobstadt |

## Offiziere in der Preußischen Armee
| Bild          | Name                                                       | Lebensdaten | Nationalität | Armee            | Dienstränge                  | Einsätze                                                            |
| ------------- | ---------------------------------------------------------- | ----------- | ------------ | ---------------- | ---------------------------- | ------------------------------------------------------------------- |
|               | George Friedrich von der Albe                              |             | Deutscher    | Preußische Armee | Generalmajor                 | Belagerung von Wismar (1715)                                        |
|               | Georg Abraham von Arnim                                    |             | Deutscher    | Preußische Armee | 1715: General der Infanterie | Belagerung von Stralsund (1715), Erstürmung der Peenemünder Schanze |
|               | Gottfried Albrecht von Bredow                              |             | Deutscher    | Preußische Armee | 1709: Generalmajor           | Pommernfeldzug 1715/1716                                            |
| Holstein-Beck | Friedrich Wilhelm II. (Schleswig-Holstein-Sonderburg-Beck) |             | Deutscher    | Preußische Armee | 1713: Oberst                 | Pommernfeldzug 1715/1716                                            |

## Offiziere in den Russischen Streitkräften
| Bild                                       | Name                                        | Lebensdaten | Nationalität                  | Armee                             | Dienstränge | Einsätze |  |
| ------------------------------------------ | ------------------------------------------- | ----------- | ----------------------------- | --------------------------------- | --- | --- |  |
|                                            | Fjodor Matwejewitsch Apraxin                |             | Russe                         | Russische Marine                  | 1700: Admiral, 1708: Generaladmiral                                                                                             | Belagerung von Wyborg (1706), Plünderung von Porvoo, Gefecht bei Wesenberg (1708), Gefecht an der Newa, Belagerung von Wyborg, Schlacht bei Pälkäne, Seeschlacht bei Hanko, Gefecht bei Södra Stäket                                                  |  |
| Christian Felix Bauer                      | Christian Felix Bauer                       |             | Deutscher                     | Russische Armee                   | 1700: General | Gefecht bei Hummelshof, Belagerung von Nyenschanz, Belagerung von Tartu (1704), Belagerung von Narva (1704), Belagerung von Mitau, Schlacht bei Kalisch, Schlacht bei Rajowka, Schlacht bei Lesnaja, Schlacht bei Poltawa, Belagerung von Riga (1709) |  |
|                                            | Wilhelm Bergholtz                           |             | Deutscher                     | Russische Armee                   | 1709: Generalmajor | Belagerung von Wyborg, Pruthfeldzug |  |
|                                            | Iwan Fedossejewitsch Bozis                  |             | Grieche                       | Russische Marine                  | 1703: Konteradmiral | Angriffe auf Sankt Petersburg, Plünderung von Porvoo, Belagerung von Wyborg |  |
|                                            | Jacob Daniel Bruce                          |             | Russe schottischer Abstammung | Russische Armee                   | 1700: Major der Artillerie | Schlacht bei Poltawa |  |
|                                            | Robert Bruce                                |             | Russe schottischer Abstammung | Russische Armee                   | 1700: Oberst, 1704: Generalmajor                                                                                                | Schlacht bei Narva, Belagerung von Nöteborg, Belagerung von Nyenschanz, Angriffe auf Sankt Petersburg, Belagerung von Wyborg (1706), Belagerung von Wyborg, Belagerung von Kexholm                                                                    |  |
|                                            | Charles Eugène de Croÿ                      |             | Franzose                      | Russische Armee                   | 17:00 Oberbefehlshaber | Schlacht bei Narva |  |
|                                            | Cornelius Cruys                             |             | Norwege-Niederländer          | Russische Marine                  | Vizeadmiral | Belagerung von Wyborg |  |
| Michail Michailowitsch Golizyn (1675–1730) | Michail Michailowitsch Golizyn (der Ältere) |             | Russe                         | Russische Armee, Russische Marine | 1702: Oberst, 1706: Generalmajor, 1708: Generalleutnant, 1714: Generaloberst                                                    | Schlacht bei Narva, Belagerung von Nöteborg, Belagerung von Nyenschanz, Belagerung von Narva (1704), Mitau, Schlacht bei Moljatitschi, Schlacht bei Lesnaja, Schlacht bei Poltawa, Belagerung von Wyborg, Seeschlacht bei Hanko                       |  |
| Awtonom Golowin                            | Awtonom Michailowitsch Golowin              |             | Russe                         | Russische Armee                   | 1699: General der Infanterie | Schlacht bei Narva |  |
| Michail Michailowitsch Golizyn (1675–1730) | Fjodor Alexejewitsch Golowin                |             | Russe                         | Russische Armee, Russische Marine | Generaladmiral (1699), Generalfeldmarschall (1700)                                                                              | Schlacht bei Narva, Belagerung von Nyenschanz |  |
|                                            | Heinrich von der Goltz                      |             | Deutscher                     | Russische Armee                   | 1708: Generalleutnant | Schlacht bei Golowtschin |  |
|                                            | Friedrich von Hessen-Darmstadt (1677–1708)  |             | Deutscher                     | Russische Armee                   | 1707: Generalleutnant | Schlacht bei Lesnaja |  |
|                                            | Michail Afanasewitsch Matjuschkin           | 1676–1737   | Russe                         | Russische Armee                   | Major | Schlacht bei Poltawa, Pruthfeldzug |  |
|                                            | Alexander Danilowitsch Menschikow           |             | Russe                         | Russische Armee                   | 1709: Feldmarschall | Belagerung von Nöteborg, Seegefecht an der Mündung der Newa, Schlacht bei Systerbäck, Schlacht bei Kalisch, Schlacht bei Golowtschin, Schlacht bei Lesnaja, Schlacht bei Poltawa, Belagerung von Stralsund (1711), Belagerung von Stettin (1713),     |  |
|                                            | Anikita Iwanowitsch Repnin                  |             | Russe                         | Russische Armee                   | 1707: Generalleutnant | Belagerung von Nöteborg, Belagerung von Nyenschanz, Schlacht bei Golowtschin, Schlacht bei Lesnaja, Schlacht bei Poltawa, Belagerung von Riga (1709)                                                                                                  |  |
|                                            | Carl Ewald von Rönne                        |             | Russe                         | Russische Armee                   | 1707: Generalleutnant, 1709 Generalleutnant, 1710: General der Kavallerie, 1716: Oberbefehlshaber des russischen Korps in Polen | Belagerung von Nöteborg, Belagerung von Nyenschanz, Schlacht bei Narva, Schlacht bei Wesenberg, Belagerung von Mitau, Schlacht bei Golowtschin, Gefecht bei Krasnokutsk, Schlacht bei Poltawa, Belagerung von Riga (1709)                             |  |
|                                            | Boris Petrowitsch Scheremetew               |             | Russe                         | Russische Armee                   | Generalfeldmarschall | Schlacht bei Narva, Gefechte bei Rauge, Schlacht von Erastfer, Gefecht bei Hummelshof, Belagerung von Nöteborg, Belagerung von Tartu (1704), Schlacht bei Gemauerthof, Schlacht bei Golowtschin, Schlacht bei Poltawa, Belagerung von Riga (1709)     |  |
|                                            | Michail Borissowitsch Scheremetew           | (1672–1714) | Russe                         | Russische Armee                   | Generalmajor | Gefechte bei Rauge |  |
|                                            | Grigorij Shiwotowskij                       |             | Russe                         | Russische Armee                   | Stabsoffizier | Angriff auf Archangelsk |  |
|                                            | Stepan Lukitsch Weljaminow                  | 1670–1736   | Russe                         | Russische Armee                   | Generalmajor | |  |
|                                            | Nicolas von Werden                          |             | Russe                         | Russische Armee                   | | Gefecht am Embach |  |
|                                            | Nikita Petrowitsch Wilboa                   | 1674–1760   | Franzose                      | Russische Marine                  | Vizeadmiral | |  |

## Offiziere in der Sächsischen Armee
| Bild                        | Name                                 | Lebensdaten | Nationalität | Armee            | Dienstränge                                                                     | Einsätze                                                                                           |
| --------------------------- | ------------------------------------ | ----------- | ------------ | ---------------- | ------------------------------------------------------------------------------- | -------------------------------------------------------------------------------------------------- |
|                             | Wolf Heinrich von Baudissin          |             | Deutscher    | Sächsische Armee | 1710: Generalleutnant, 1714: General der Kavallerie                             | |
|                             | Georg Karl von Carlowitz             | (1658–1700) | Deutscher    | Sächsische Armee | Generalmajor                                                                    | Belagerung von Riga (1700)                                                                         |
|                             | Johann Eberhard von Droste zu Zützen |             | Deutscher    | Sächsische Armee | 1701: Generalmajor, 1711: Generalleutnant                                       | Schlacht bei Fraustadt                                                                             |
| Jacob Heinrich von Flemming | Jacob Heinrich von Flemming          |             | Deutscher    | Sächsische Armee | 1699: Generalleutnant, 1705: General der Kavallerie, 1712: Generalfeldmarschall | Belagerung von Riga (1700), Schlacht bei Klissow, Schlacht bei Gadebusch, Pommernfeldzug 1715/1716 |
|                             | Heinrich Friedrich von Friesen       |             | Deutscher    | Sächsische Armee | 1712: Oberst, 1715: Generalmajor                                                | Schlacht bei Poltawa, Pommernfeldzug 1715/1716                                                     |

## Offiziere in den schwedischen Streitkräften
| Bild                      | Name                                    | Lebensdaten                           | Nationalität  | Armee                                       | Dienstränge                                                                   | Einsätze |
| ------------------------- | --------------------------------------- | ------------------------------------- | ------------- | ------------------------------------------- | ----------------------------------------------------------------------------- | --- |
|                           | Theodor Ankarcrona                      |                                       | Schwede       | Schwedische Marine                          | 1711: Leutnant, 1715: Admiral                                                 | Belagerung von Stralsund (1715)                                                                                   |
|                           | Johann Apollof                          |                                       | Schwede       | Schwedische Armee                           | Oberstleutnant                                                                | Belagerung von Nyenschanz                                                                                         |
|                           | Carl Gustaf Armfelt                     |                                       | Schwede       | Schwedische Armee                           | Generaladjutant, 1717: Generalleutnant                                        | Schlacht bei Pälkäne, Schlacht bei Storkyro, Todesmarsch der Karoliner                                            |
|                           | Nils Krister von Baumgarten             |                                       | Schwede       | Schwedische Armee                           | Oberst                                                                        | |
|                           | Gotthard Wilhelm von Budberg            |                                       | Schwede       | Schwedische Armee                           |                                                                               | Belagerung von Riga (1700)                                                                                        |
|                           | Henrik Magnus Buddenbrock               |                                       | Schwede       | Schwedische Armee                           | 1711: Kapitän, 1715 Major, 1717: Oberst, 1721 Generalmajor,                   | |
|                           | Balthasar Freiherr von Campenhausen     |                                       | Schwede       | Schwedische Armee, ab 1712: Russische Armee | 1707: Leutnant, 1708: Major, 1712: Oberst,                                    | Schlacht bei Narva, Schlacht bei Lesnaja, Schlacht bei Poltawa                                                    |
|                           | Carl Gustaf Creutz                      |                                       | Schwede       | Schwedische Armee                           | Kapitän, 1701: Major, 1703: Oberstleutnant, 1704: Oberst, 1706: Generalmajor, | Schlacht bei Narva, Schlacht an der Düna, Schlacht bei Klissow, Schlacht bei Kletsk, Schlacht bei Poltawa         |
|                           | Johan Cronman                           |                                       | Schwede       | Schwedische Armee                           | Generalleutnant                                                               | |
|                           | Erik Dahlberg                           |                                       | Schwede       | Schwedische Armee                           | Feldmarschall                                                                 | Belagerung von Riga (1700)                                                                                        |
|                           | Karl Gustav Düker                       |                                       | Schwede       | Schwedische Armee                           | Generaladjutant, 1710: Generalmajor, 1718: Feldmarschall                      | Schlacht bei Narva, Schlacht bei Poltawa, Schlacht bei Helsingborg, Belagerung von Stralsund (1715)               |
|                           | Berndt Otto I. von Stackelberg          |                                       | Deutsch-Balte | Schwedische Armee                           | 1701: Oberstleutnant, 1704: Oberst, 1706: Generalmajor                        | Gefechte bei Rauge, Schlacht bei Jakobstadt, Schlacht bei Gemauerthof, Schlacht bei Lesnaja, Schlacht bei Poltawa |
|                           | Johan Jakob Ehrensvärd                  |                                       | Schwede       | Schwedische Armee                           | 1712: Major, 1715: Oberstleutnant, 1719: Oberst                               | Schlacht bei Poltawa, Schlacht bei Helsingborg, Belagerung von Wismar (1715), Belagerung von Frederikshald        |
| Reinhold Johan von Fersen | Reinhold Johan von Fersen               |                                       | Deutsch-Balte | Schwedische Armee                           | 1702: Generalmajor, 1709: Generalleutnant                                     | Schlacht an der Düna, Schlacht bei Klissow                                                                        |
| Axel Gyllenkrok           | Axel Gyllenkrok                         |                                       | Schwede       | Schwedische Armee                           | 1701: Major                                                                   | Schlacht bei Poltawa                                                                                              |
|                           | Hugo Johan Hamilton                     |                                       | Schwede       | Schwedische Armee                           | 1700: Oberstleutnant, 1702: Oberst, 1708: Generalmajor                        | Schlacht bei Narva, Schlacht bei Klissow, Schlacht bei Fraustadt, Schlacht bei Poltawa                            |
|                           | Carl Gustav Loschem von Hertzfeld       |                                       | Schwede       | Russische Armee                             |                                                                               | Seegefechte auf dem Ladogasee                                                                                     |
|                           | Carl Henrik von Löwe                    | (1666–1741)                           | Schwede       | Schwedische Marine                          | 1700: Kommodore, 1719: Admiral                                                | Angriff auf Archangelsk                                                                                           |
|                           | Charles Emil Lewenhaupt der Ältere      |                                       | Schwede       | Schwedische Armee                           | 1710: Oberstleutnant                                                          | |
|                           | Joachim Fredrik von Liewen              | (1655–1713)                           | Schwede       | Schwedische Armee                           | Oberstleutnant                                                                | Gefecht bei Wesenberg (1708)                                                                                      |
|                           | Hans Henrik von Liewen der Ältere       | (1664–1733)                           | Schwede       | Schwedische Armee                           | 1703: Oberst, 1710: Generalmajor, 1714: Generalleutnant                       | Gefecht bei Wesenberg (1708)                                                                                      |
|                           | Gideon von Numers                       | (1654–1708)                           | Schwede       | Schwedische Marine                          | Vizeadmiral                                                                   | |
|                           | Anders Erik Ramsay                      | (1638–1734)                           | Schwede       | Schwedische Armee                           | 1700: Oberst, 1713: Generalmajor                                              | Gefecht bei Koporje                                                                                               |
|                           | Joachim von Rohr                        |                                       | Schwede       | Schwedische Armee                           | Oberstleutnant                                                                | |
|                           | Heinrich Johann von Schlippenbach       | (1679–1748)                           | Schwede       | Schwedische Armee                           | Oberstleutnant                                                                | Gefecht bei Wesenberg (1708)                                                                                      |
|                           | Gustav Wilhelm von Schlippenbach        | (16??–1711)                           | Schwede       | Schwedische Armee                           | Oberst                                                                        | Belagerung von Nöteborg                                                                                           |
|                           | Henrik Mattias von Seulenberg           | (1690 – 17. März 1747)                | Schwede       | Schwedische Armee                           | 1708: Leutnant                                                                | Evakuierung bei Kolkanpää                                                                                         |
|                           | Malcolm Sinclair (Schwedischer Adliger) | (1690 – 17. Juni 1739)                | Schwede       | Schwedische Armee                           | Unterleutnant                                                                 | |
|                           | Carl Gustaf Skytte                      | (12. Dezember 1647 bis 11. Juni 1717) | Schwede       | Schwedische Armee                           | General                                                                       | |
|                           | Magnus Stiernstråle                     |                                       | Schwede       | Schwedische Armee                           | Oberst                                                                        | |
| Carl Henrik Wrangel       | Carl Henrik Wrangel                     | 28. Januar 1681 bis 23. März 1755     | Schwede       | Schwedische Armee                           | Oberstleutnant                                                                | Schlacht bei Poltawa                                                                                              |